# Cavez
Cavez é uma vila portuguesa sede da Freguesia de Cavez do Município de Cabeceiras de Basto, freguesia com 26,79 km² de área e 1133 habitantes 
(censo de 2021), tendo, por isso, uma densidade populacional de 42,3 hab./km².
Em 19 de abril de 2001 a Assembleia da República Portuguesa aprovou a Lei 41/2001 que elevou a povoação de Cavez à categoria de vila, e a Lei 22/2001 que estabeleceu a designação atual da freguesia, publicadas no Diário da República n.º 160 de 12 de julho.
A forma de escrita do nome foi estabelecida por lei para evitar o facto de até ai, consoante a preferencia de cada um, o nome fosse escrito de forma diferente. O que ocorria através dos populares mas também por parte dos organismos oficias na emissão de documentos, em que a forma de escrita aparecia escrita de  forma diferente. Umas vezes Cavez, outras Cavês e mesmo Cavêz.

## Demografia
A população registada nos censos foi:
| Ano  | 0-14 Anos | 15-24 Anos | 25-64 Anos | > 65 Anos |
| 2001 | 288       | 256        | 729        | 326       |
| 2011 | 152       | 137        | 627        | 352       |
| 2021 | 98        | 104        | 540        | 391       |

## Património
- Ponte de Cavez sobre o rio Tâmega
- Ponte sobre o rio Moimenta
- Casa da Ponte[6], com uma capela de São Bartolomeu e uma ponte sobre o rio Tâmega

## Tragédia de Cavez
A 27 de dezembro de 1981, uma derrocada de lama destruiu o café do lugar de Arosa, matando 15 habitantes e ferindo 14.